# Thelotrema tetrasporum
Thelotrema tetrasporum är en lavart som först beskrevs av Stirt., och fick sitt nu gällande namn av D.D. Awasthi 1965. Thelotrema tetrasporum ingår i släktet Thelotrema och familjen Thelotremataceae.   Inga underarter finns listade i Catalogue of Life.